# L'Invention de l'Europe
 (mai 2018).
Si vous disposez d'ouvrages ou d'articles de référence ou si vous connaissez des sites web de qualité traitant du thème abordé ici, merci de compléter l'article en donnant les références utiles à sa vérifiabilité et en les liant à la section « Notes et références ».
L'Invention de l'Europe est un essai d'Emmanuel Todd, paru en 1990 aux éditions du Seuil. Une réédition de poche préfacée a été publiée en 1996 aux éditions du Seuil. En 2015, les Éditions Points rééditent l'ouvrage.

## Présentation
Dans cet essai, Todd tente d'expliquer globalement les événements qui ont secoué l'Europe depuis 1500. En voici les principales lignes de force :
- l'alphabétisation de masse s'est étendue en Europe par contagion à partir de régions dominées par la famille souche, à savoir un axe Suisse alémanique-Suède. Ce type familial a en effet un potentiel culturel particulièrement élevé (cf. l'alphabétisation précoce du Japon).
- l'alphabétisation de ces régions a entraîné dans son sillage l'expression sur le plan religieux des valeurs de ce type familial, à travers la Réforme (inégalité et autorité : doctrine de la prédestination et négation du libre-arbitre). La famille nucléaire absolue s'est aussi montrée sensible à la traduction sur le plan religieux de la valeur d'inégalité, mais en rétablissant le principe de libre-arbitre (anglicanisme)[3].
- le XVIIIe siècle voit la déchristianisation des régions dominées par la famille nucléaire égalitaire (l'autorité de Dieu, comme celle des parents a toujours été faible dans ces régions) : bassin parisien, Italie méridionale, Espagne du sud.
- la déchristianisation, si elle s'accompagne de l'alphabétisation, entraîne l'idéologisation. Ce phénomène aboutit d'abord dans le nord de la France à la fin du XVIIIe siècle et débouche sur la Révolution française. Il traduit les valeurs d'universalisme de la famille nucléaire égalitaire, égalitarisme et grande liberté (Déclaration des droits de l'homme et du citoyen, propagation du Code civil français en Europe).
- Avec l'arrivée du capitalisme, les idéologies se décomposent en trois pôles : un de gauche (le socialisme), un de droite (le nationalisme), et un troisième, religieux, en réaction aux deux premiers, dans les régions restées christianisées.
- Les régions de famille nucléaire égalitaire, où la valeur d'autorité est faible, voient l'alternance d'un anarcho-socialisme (anarchisme espagnol, Commune de Paris, mouvements sociaux de 1936 ou mai 1968 en France) et d'un libéral-militarisme (bonapartisme, gaullisme, franquisme), réaction de discipline face à l'anarchie.
- le XIXe siècle voit la déchristianisation des régions protestantes d'Europe, fruit des découvertes scientifiques et principalement du darwinisme, qui contredit la Bible, pilier du protestantisme.
- ceci induit l'idéologisation à partir du milieu du XIXe siècle de l'Allemagne protestante, selon ses valeurs d'inégalité et d'autorité (social-démocratie et nationalisme ethnocentrique), de l'Angleterre (travaillisme et libéral-isolationnisme).
- la déchristianisation des régions catholiques dominées par la famille souche (Belgique, Allemagne du Sud, Irlande, sud de la France et nord de l'Espagne) se produit très tardivement, vers le milieu du XXe siècle. Entre-temps s'était développé dans ces régions une « contre-idéologie », la démocratie chrétienne.
- Enfin, la désindustrialisation (et l'effondrement du prolétariat qui en résulte), l'augmentation générale du niveau de vie par la consommation de masse, et surtout la généralisation des études secondaires chez les citoyens européens, entraîne à la fin du XXe siècle une décomposition générale des idéologies créées depuis trois siècles.

## Européens et immigrés
Emmanuel Todd conclut son ouvrage en liant la place que font les pays européens aux immigrés à leur structure familiale dominante. Malgré les très grandes diversités de traitement, il note pour autant que "la vérité toute simple est qu'aucune culture issue du tiers-monde ne peut résister plus d'une génération au laminage de la culture post-industrielle européenne, envahissante et dominatrice. La résistance ne peut être qu'un baroud d'honneur. La religion musulmane elle-même est plus que menacée. Elle aurait peut-être pu survivre dans un monde chrétien croyant et persécuteur. Dans l'Europe uniformément déchristianisée, agnostique, des années 1990-2000, les chances de survie de l'islam sont à peu près nulles."

## Préface de la réédition
Datée de novembre 1995, cette préface énonce, sur la base de ses recherches présentées dans ce livre que : « Ce livre n'a pas été écrit 'pour' ou 'contre' l'Europe. Il teste une hypothèse sur le lien entre diversité des structures familiales et diversité des trajectoires historiques. Mais j'espère qu'il permettra à certains européistes de sonder l'épaisseur anthropologique des nations. J'espère que certains d'entre eux, partant comme moi de bons sentiments européens, arriveront aussi à la conclusion que le traité de Maastricht est une œuvre d'amateurs, ignorants de l'histoire et de la vie des sociétés. »
En conclusion, il affirme alors : « Soit la monnaie unique ne se fait pas, et L'Invention de l'Europe apparaîtra comme une contribution à la compréhension de certaines impossibilités historiques. Soit la monnaie unique est réalisée, et ce livre permettra de comprendre, dans vingt ans, pourquoi une unification étatique imposée en l'absence de conscience collective a produit une jungle plutôt qu'une société. »